# Старыгин, Сергей Васильевич
Сергей Васильевич Старыгин (род. 29 марта 1961, Усть-Каменогорск) —   советский хоккеист, казахстанский тренер по хоккею. Мастер спорта СССР, Заслуженный тренер Республики Казахстан.

## Биография
Сергей Васильевич Старыгин родился 29 марта 1961 года в городе Усть-Каменогорске Восточно-Казахстанской области Казахской ССР, ныне область входит в Республику Казахстан.
В 1978 году окончил школу № 4 города Усть-Каменогорска. В 1984 году окончил Усть-Каменогорский педагогический институт.

### Игровая карьера
Воспитанник усть-каменогорской школы хоккея с шайбой. Первый тренер — Олег Павлович Домрачев. Начал хоккейную карьеру в «Торпедо».
27 ноября 1986 года в матче «Торпедо» – «Бинокор» (Ташкент) Сергей Старыгин забросил 6 шайб! Это рекорд по заброшенным шайбам в истории «Торпедо» в одном матче! А матч закончился со счётом 15:4 (2:1, 6:1, 7:2).
С 1980 года играл в «Енбеке». Затем 2 сезона провёл в Минске. Последние три сезона провёл в родном «Торпедо».

### Карьера тренера
В основном тренировал молодёжные и юниорские сборные Казахстана и клубы Казахстана.
В сезоне 2005/2006 был тренером хк «Иртыш». С клубом он занял второе место в российском первенстве первой лиги.
В сезоне 2009/2010 возглавил юниорский состав «Казцинк-Торпедо». С юниорами он занял первое место в российском первенстве среди юношей региона Сибирь-Дальний Восток.
С 2012 года тренирует молодёжную сборную Казахстана. В 2018 году с молодёжной сборной Казахстана вышел в элитный раунд чемпионата мира. В 2019 году со сборной смог сохранить место в элите.
С февраля по июль 2014 года тренировал курганский «Юниор».
С 2017 года тренирует «Снежные Барсы». В сезоне 2018/2019 с клубом дошёл до 1/8, где проиграл «Авто».

## Награды и звания
- Мастер спорта СССР
- Заслуженный тренер Республики Казахстан